# معركة نهر فاي

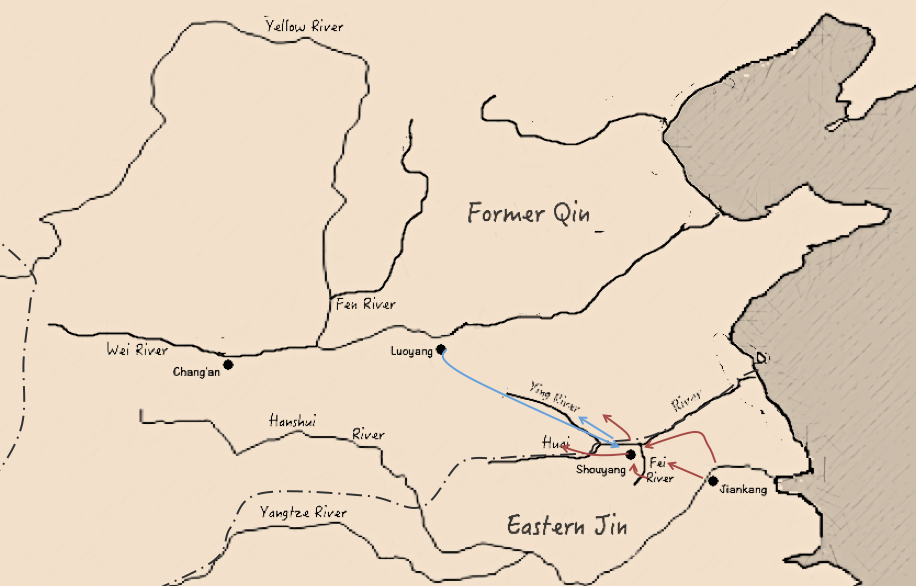
خريطة تُظهر تحركات قوات تشين وقوات جين

كانت معركة نهر فاي معركة وقعت في سنة 383م بين سلالة تشين السابقة وأسرة جين أسفرت عن هزيمة تشين وبقاء أسرة جين لمدة 45 سنة أخرى.

## تمهيد
بعد انهيار أسرة جين الغربية عقب كارثة يونغجيا، إنقسم شمال الصين إلى الممالك الستة عشر التي تم تأسيس معظمها على يد قبائل البدو الشماليين، وبعد عدة معارك فيما بينها قام الجنرال فو جيان بضم معظم الدول الشمالية وأعلن نفسه إمبراطورا على عرش تشين، بعد توحيده للشمال قام فو جيان بتوجيه قواته لغزو أسرة جين (265-420) في جنوب الصين وتوحيد الصين.

## البداية
في عام 374م سقطت مدينة شيانغيانغ لصالح قوات تشين، وفي مايو من سنة 383م حاول الجنرال هوان تشونغ استعادتها، لكن قوات تشين للإنقاذ والبالغة 50ألف جندي إستطاعت طرد قوات جين بقيادة هوان تشونغ، وكرد على هجوم جين قام فوجيان بتعبئة عامة ضد جين وقام بتجنيد 6من كل 10 قادرين جسديا على القتال، تم جمع أكثر من 30ألف حارس نخبة، وتم إعطاء فورونغ شقيق فو جيان 300ألف جندي كقوة متقدمة، بينما سار فوجيان بجيشه الذي يبلغ 270ألف جندي سلاح فرسان و600ألف جندي سينضمون من تشانغآن، في سبتمبر وصل فوجيان إلى شيانغ يانغ وكانت خطته الهجوم على شوشون في نهر هواي لكن قواته توجهت أيضا للهجوم من سيتشوان مما جعل الإمبراطور شياوو من جين مذعورا للدفاع، قام الإمبراطور شياوو بتنصيب هوان تشونغ مدافعا عن نهر اليانغتسي وشي شي وزي زوان مدافعين عن نهر هواي ب80ألف جندي من نخبة جيش بيفو.
أشرف رئيس الوزراء شيه على الدفاع وقام بتهدئة الناس المذعورين من العدد الكبير لجيش الإمبراطور فو جيان.

## جيش تشين
كانت قوة فوجيان تتكون من الجيوش الشمالية الصغيرة جنبا إلى جنب مع فرسان شيانبي وشيونغنوا، كان لدى معظم فرسان فوجيان ولاء قليل أو لا ولاء لفوجيان وإضطر الكثير منهم إلى الانضمام بسبب الأجر، قام الجنرالات بتحذير فو جيان الذي قال: إن جيشي ضخم للغاية، إذا قام كل رجل بإلقاء سيفه في اليانغتسي فهذا كافي لإيقاف تدفقه.

## جيش جين
كان الجيش المحلي للجنرال شي زوان مدافعا جيدا عن وطنهم وكانت لديه معرفة جيدة بالتضاريس المحلية وهي ميزة تسمح لهم بالانسحاب والتقدم إن أرادوا ذلك.

## المعركة
في أكتوبر من سنة 383م، إستولت قوات فوجيان تحت قيادة فو رونغ على شويانغ، غادر فو جيان بقوات الفرسان الخفيفة من شيانغ يانغ متجها ب8000جندي للقاء فورونغ، أرسل فو جيان سلاح الفرسان للقبض على تشو شو رسول جين لجنرالها شي شي لإقناعه بالإستسلام، قام رئيس الوزراء بالدفع إلى أن قوات تشين لم تصل بعد وبالتالي يجب صد تقدم طلائعها، بعد سماع هذه الأنباء شن جنرالات جين شيه شون وليو لاوتشي هجوما ب5000 فارس نخبة لتدمير فرسان تشين وحققوا انتصارا مدمرا، قتل أكثر من 15000 جندي لدى فوجيان بعد ذلك إصطفت قوات جين في شكل واسع لإيهام فوجيان بإن قوات جين تضاهي قوات تشين بسبب الهزائم البسيطة، بالغ فوجيان في تقدير كمية قوات جين.
في نوفمبر 383 أقامت قوات تشين معسكرا بالقرب من نهر فاي، توقفت قوات جين شرق نهر فاي ولم تستطع التقدم، فأرسل شي شوان رسولا إلى فو رونغ للسماح لقوات جين لعبور النهر، عارض جنرالات تشين الخطة ورفض فو رونغ وأمر بالانسحاب.
تكتيك جين من الكمين والرشوة أصبح يؤتي ثماره الآن، بدأ العديد من جنود تشين يتساءلون عن سبب التراجع المفاجئ، تراجع جيش تشين بالفعل وأحبطت المعنويات في ذعر بعد أن أثار شي شي صيحة هزم تشين!، عندما سمع جنرالات جين شنوا هجوما واسعا وإنتشرت شائعة أن تشين هزمت، حاول فورونغ إيقاف التراجع لكن حصانه سقط فجأة وقتل بتقدم قوات جين، لاحظت قوات جين أن جيش تشين ينسحب بطريقة فوضوية، واصلت جيوش جين الملاحقة والمطاردة، قتل مابين 70-80ألف جندي وتخلوا عن الإمدادات.
تقول الأسطورة أن فوجيان عندما هرب قال: لقد دمرتني السماء.

## أعقاب

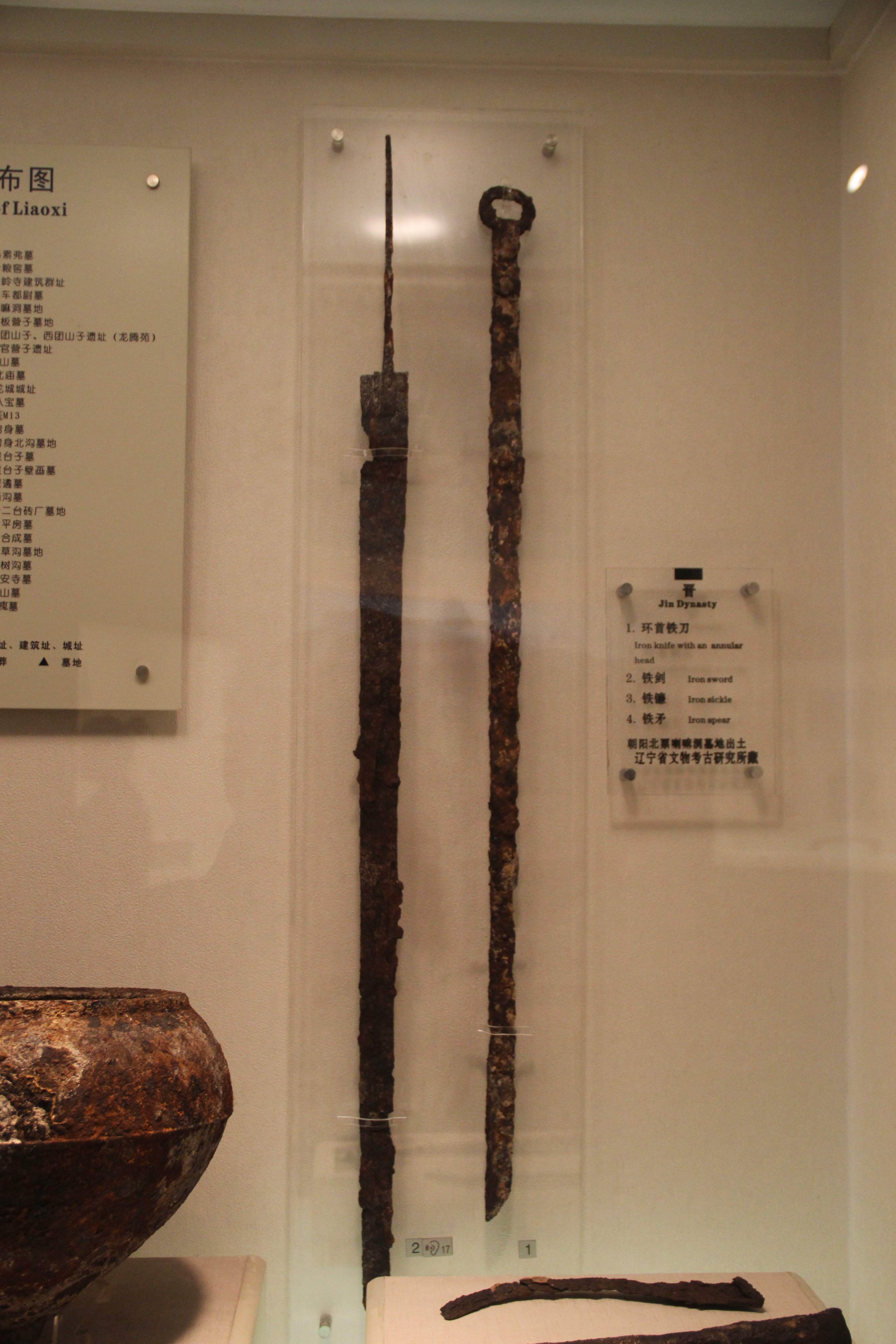
سيوف أسرة جين الحديدية

بالنسبة لأسرة جين، ضمن هذا الانتصار الساحق بدون خسائر بقاء سلالة جين، بينما دمرت قوات تشين بالكامل ولن تستطيع تشين بالتالي إرسال أي حملة لمدة طويلة جدا، إنسحب فوجيان تحت حماية جنراله مورونغ تشوي مع 30ألف جندي إلى لويانغ.
في هذه الأثناء نشأت ثورات زراعية بعد أنباء الهزيمة، إستغل مورونغ تشوي الفرصة وطلب من فو جيان السماح له بقمع التمرد، في نفس السنة تمرد مورونغ تشوي مع تمرد شيانبي وتشيانغ سقطت العاصمة تشان في يد الثوار في سنة 385م، وقتل فوجيان لاحقا من قبل جنراله ياو تشانغ الذي أسس تشين المتأخرة، في حين أن دولته ستستمر حتى 394م لن يستعيد تشين مجده وقوته، بالإضافة لهذا سيطرة جين على النهر الأصفر وأستعادت الكثير من أراضيها السابقة الأمر الذي مهد لحملات ليو يو لاحقا.
تم تقسيم الشمال إلى عدة دول، في النهاية تم توحيد شمال الصين من قبل عشيرة توبا الذين أسسوا وي الشمالية التي كانت أول السلالات الشمالية.